# 돈 리 (1983년)
돈 리(Don Le, 1983년 9월 20일~)는 미국의 영화 감독, 배우이다.
휴스턴에서 태어났다.

## 영화
- 리플 이펙트(2007년) - 파티고어 역
- 프리라이터스다이어리(2007년)
- 브링 잇 온 3(2006년)